# Morane-Saulnier L
Morane-Saulnier L, также известный как Morane-Saulnier Type L — французский аэроплан-парасоль эпохи Первой мировой войны. После вооружения пулемётом, стрелявшим через винт, стал одним из первых успешных истребителей.
Всего было построено около 600 самолётов типа L, которые кроме французских ВВС служили в британском Лётном корпусе, авиации ВМС и  Российском императорском военно-воздушном флоте.
В Германии самолёт выпускался по лицензии на заводах компании Pfalz-Flugzeugwerke как невооружённый разведчик в модификациях A.I и A.II (оснащались двигателями Oberursel, 80- и 100-сильными, соответственно). Около 60 были построены для ВВС Баварии. Некоторые были позже переделаны в истребители E.III.  Несколько трофейных самолётов типа L, захваченных немецкими войсками, были вооружены пулемётами Spandau LMG 08.
Около 450 самолётов было построено на российских заводах "Дукс" и "Лебедь".
Morane-Saulnier L также выпускались по лицензии в Швеции под наименованием Thulin D.

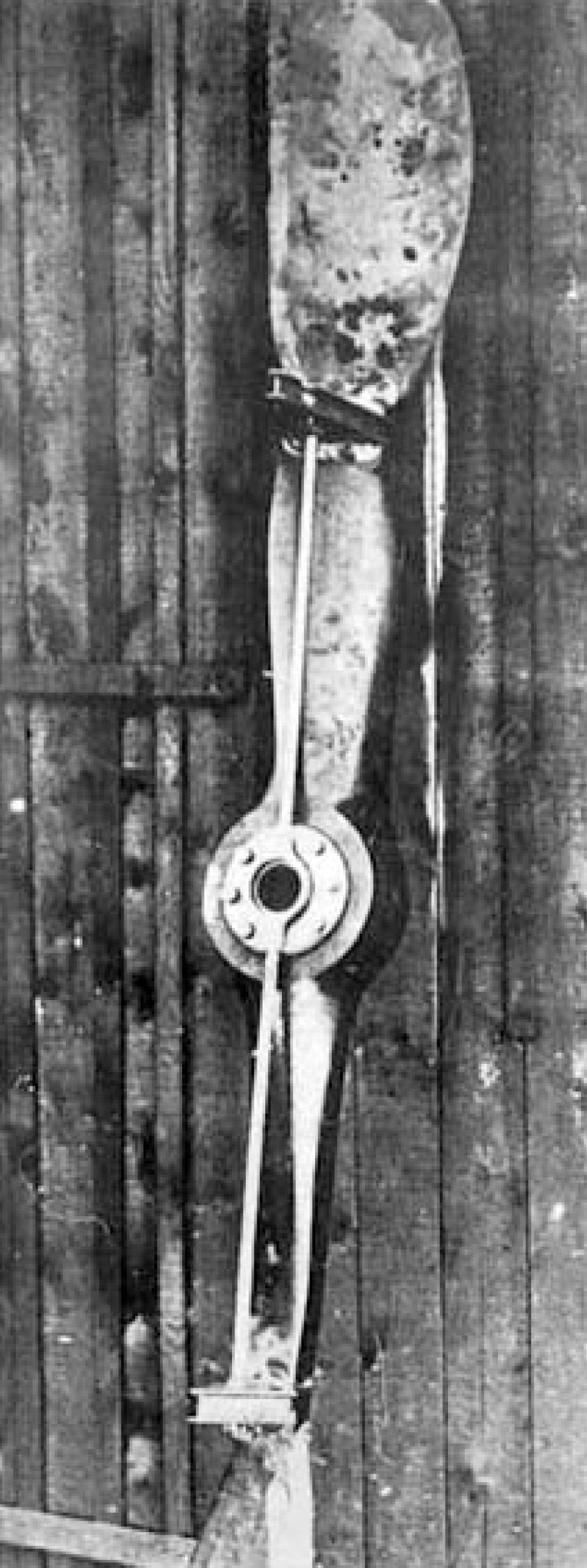
Воздушный винт с отражателями пуль, извлечённый германскими войсками из обломков аэроплана Morane-Saulnier L, пилотировавшегося Ролланом Гарросом.

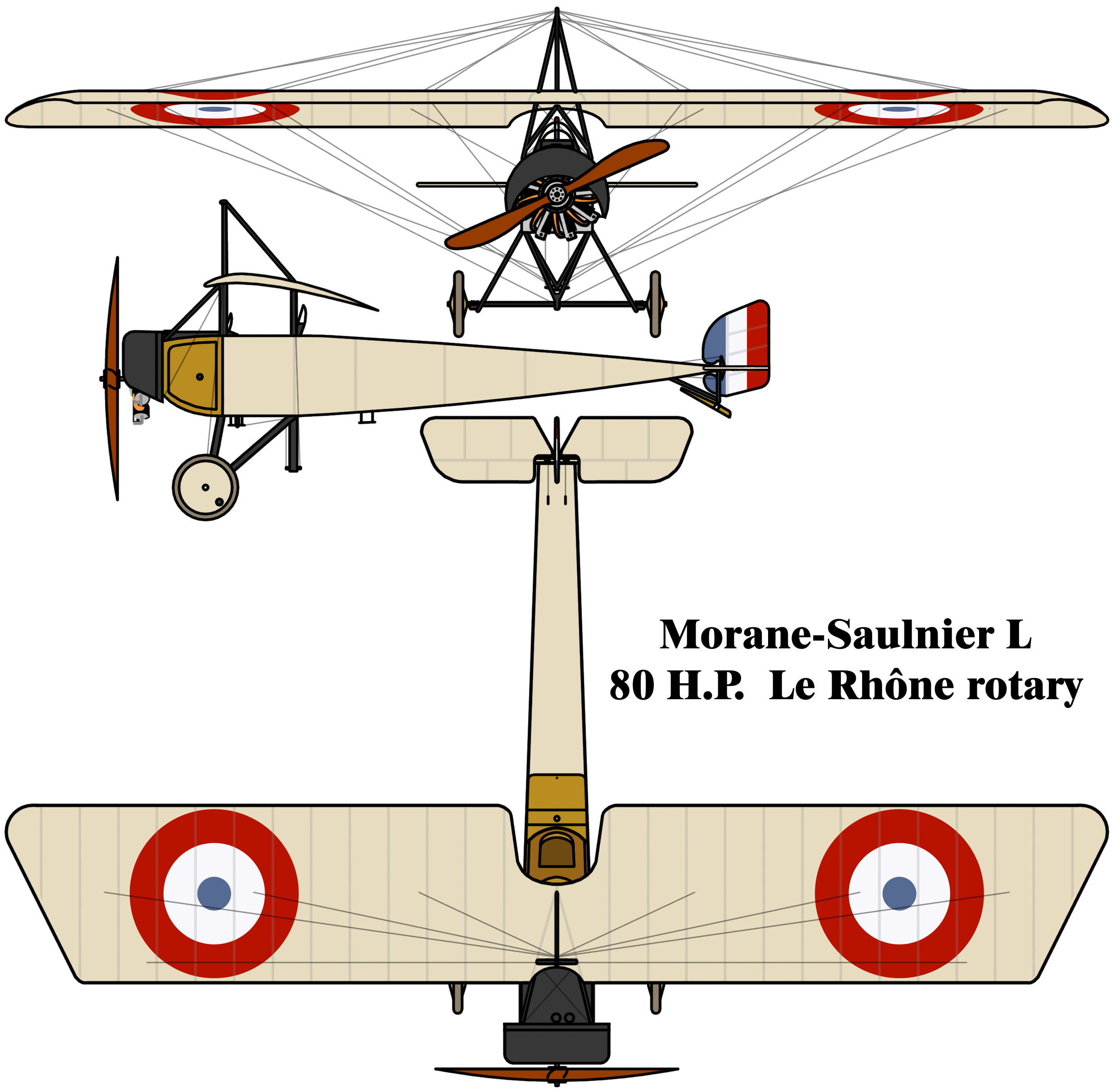
Схема самолёта

## Модификации
- L фирменное название основного типа
  - MoS-3 официальное обозначение типа L
- LA  фирменное название типа L с обтекаемыми фюзеляжем и элеронами
  - MoS-4 официальное обозначение типа LA
- LH истребитель, созданный на базе LA
  - MoS-20 официальное обозначение типа LH
- Pfalz A.I двигатель Oberursel U.0[3]
- Pfalz A.II двигатель Oberursel U.I[англ.][3]
- Pfalz E.III Pfalz A.II с синхронным пулемётом lMG 08[3]
- Thulin D тип L, выпускавшийся по лицензии в Швеции.

## Тактико-технические характеристики (Type L)
Источник данных: Aeroplanes of the Royal Flying Corps (Military Wing.)

Технические характеристики
- Экипаж: 1 или 2
- Длина: 6,88 м.
- Размах крыла: 11,2 м.
- Высота: 3,93 м.
- Площадь крыла: 18,3 м²
- Масса пустого: 393 кг
- Масса снаряжённого: 677,5 кг
- Силовая установка: 1 × ротативный Le Rhône 9C[англ.] 9-цилиндровый
- Мощность двигателей: 1 × 80 (1 × 60)

Лётные характеристики
- Максимальная скорость: 125 км/ч
- Практическая дальность: 450 км
- Практический потолок: 4000 м
- Скороподъёмность: 165 м/мин

Вооружение
- Стрелково-пушечное: один 8-мм пулемет Hotchkiss или 7,7-мм пулемет Vickers, или один Lewis

## Эксплуатанты
Аргентина
- ВВС Аргентины — 1 самолёт

 Бельгия
- ВВС Бельгии

 Бразилия
- Авиация Армии Бразилии

 Чехословакия
- ВВС Чехословакии — 1 самолёт

 Финляндия
- ВВС Финляндии — 2 самолёта

 Франция
- ВВС Франции

 Нидерланды
- ВВС Нидерландов — 1 самолёт

 Перу
- ВВС Перу

 Польша
- ВВС Польши

 Румыния
- ВВС Румынии

Российская Империя

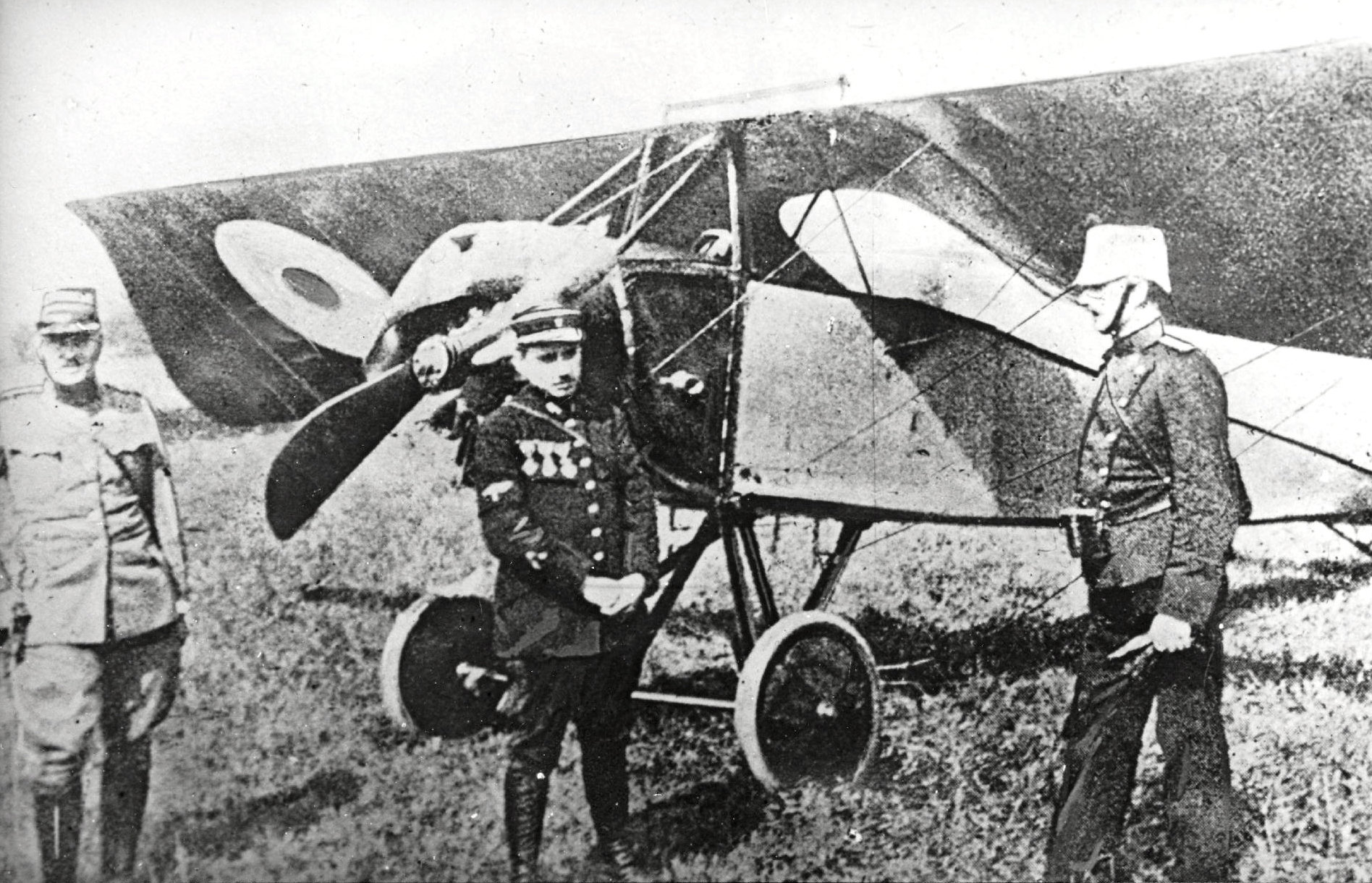
Французский Morane-Saulnier L

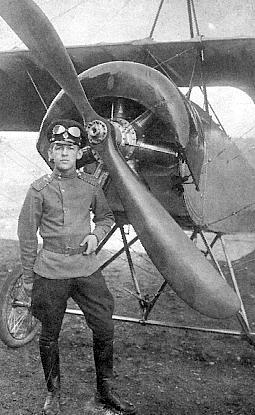
Прапорщик Ф.В. Алелюхин у самолёта Morane-Saulnier L

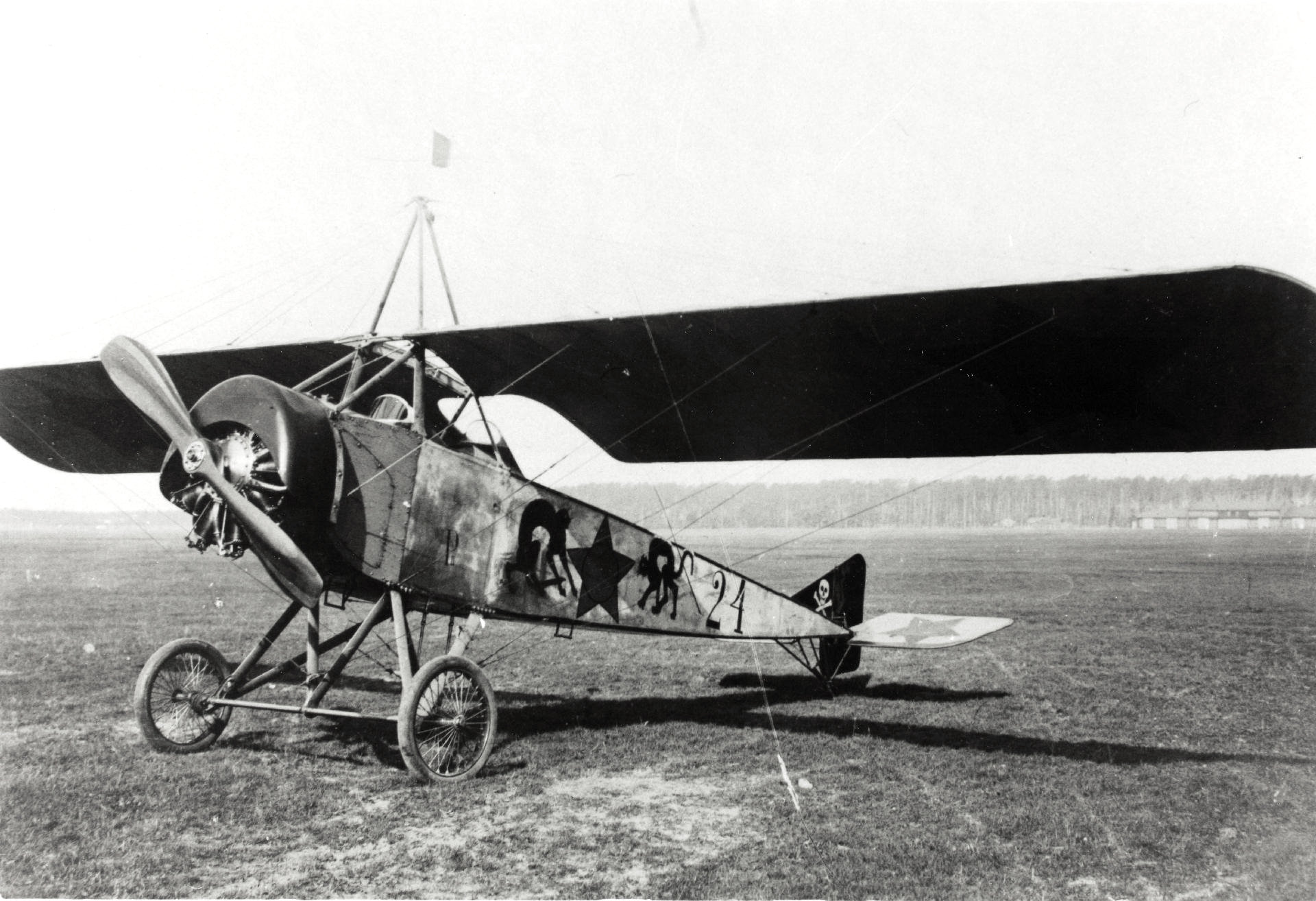
Советский Morane-Saulnier L

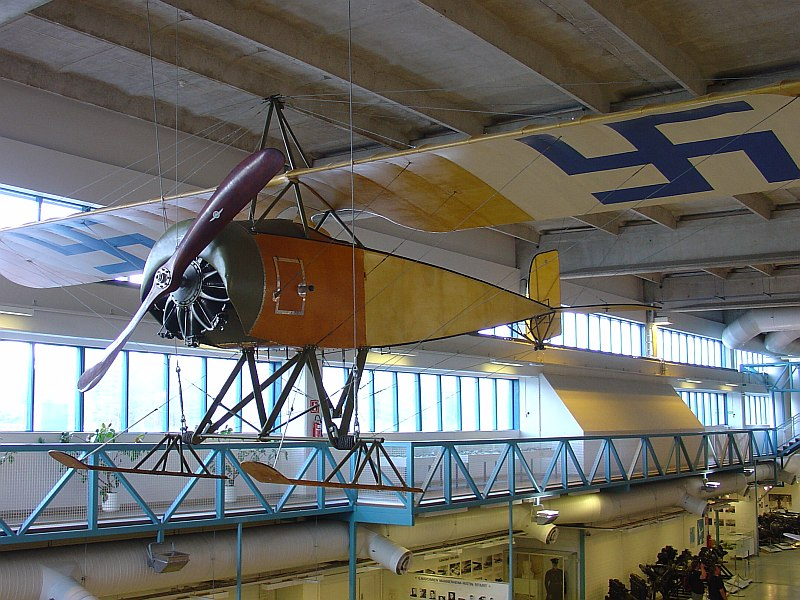
Финский Thulin D (F.4) в экспозиции музея

- Российский императорский военно-воздушный флот

 СССР
- ВВС СССР — бывшие царские.

 Швеция
- ВВС Швеции — 1 самолёт

 Швейцария
- ВВС Швейцарии — 1 самолёт

 Турция
- ВВС Османской империи — оригинальные и Pfalz A.II.

- Воздушный флот УНР — 3 самолёта

 Великобритания
- Королевский лётный корпус: эскадрильи №№ 1, 3, 30
- Royal Naval Air Service[англ.]